# Гілпін (округ, Колорадо)
Шаблон:StateAbbr_ 39°52′ пн. ш. 105°31′ зх. д. / 39.86° пн. ш. 105.52° зх. д.
Округ Гілпін (англ. Gilpin County) — округ (графство) у штаті Колорадо, США. Ідентифікатор округу 08047.

## Історія
Округ утворений 1861 року.

## Демографія
За даними перепису
2000 року
загальне населення округу становило 4757 осіб, усе сільське.
Серед мешканців округу чоловіків було 2521, а жінок — 2236. В окрузі було 2043 домогосподарства, 1264 родин, які мешкали в 2929 будинках.
Середній розмір родини становив 2,81.
Віковий розподіл населення поданий у таблиці:
| Стать    | До 15 років | 15-21 | 22-29 | 30-39 | 40-49 | 50-65 | 65-85 | Понад 85 |
| -------- | ----------- | ----- | ----- | ----- | ----- | ----- | ----- | -------- |
| Чоловіки | 408         | 179   | 274   | 488   | 557   | 471   | 139   | 5        |
| Жінки    | 417         | 144   | 220   | 425   | 527   | 377   | 118   | 8        |

## Суміжні округи
- Боулдер — північ
- Джефферсон — схід
- Клір-Крік — південь
- Гранд — захід

## Виноски
1. ↑  U.S. Decennial Census. United States Census Bureau. Архів оригіналу за 26 квітня 2015. Процитовано 8 червня 2014.
2. ↑  Historical Census Browser. University of Virginia Library. Архів оригіналу за 11 серпня 2012. Процитовано 8 червня 2014.
3. ↑  Population of Counties by Decennial Census: 1900 to 1990. United States Census Bureau. Архів оригіналу за 31 липня 2014. Процитовано 8 червня 2014.
4. ↑  Census 2000 PHC-T-4. Ranking Tables for Counties: 1990 and 2000 (PDF). United States Census Bureau. Архів оригіналу (PDF) за 18 грудня 2014. Процитовано 8 червня 2014.
5. ↑  State & County QuickFacts. United States Census Bureau. Архів оригіналу за 6 червня 2011. Процитовано 25 січня 2014.(англ.) Наведено за англійською вікіпедією.
6. ↑  American FactFinder. Бюро перепису населення США. Архів оригіналу за 21 травня 2008. Процитовано 31 січня 2008.

| США | Це незавершена стаття з географії США. Ви можете допомогти проєкту, виправивши або дописавши її. |